# 奇爾切奧國家公園
奇爾切奧國家公園（義大利語：Parco Nazionale del Circeo）是位於義大利中部的一個國家公園，成立於1934年。奇爾切奧國家公園的範圍包括了安濟奧至泰拉奇纳之間的海岸線。也包括了聖費利切奇爾切奧和贊諾內島。奇爾切奧國家公園成立於墨索里尼統治時期，是義大利唯一一個只包括平原和海岸地區的國家公園。奇爾切奧國家公園以森林和濕地景觀而著稱。